# George McLachlan
Pour les articles homonymes, voir McLachlan.
George Herbert McLachlan, né le 21 septembre 1902 à Glasgow (Royaume-Uni) et mort en 1964, est un footballeur et entraîneur écossais. Il remporte en 1927 la coupe d'Angleterre avec l'équipe galloise de Cardiff City. Il entraîne l'équipe du Havre AC, alors en Division 2, lors des saisons 1934-1935 et 1935-1936.